# Maison située 5 Trg Marije Trandafil à Novi Sad
La maison située 5 Trg Marije Trandafil à Novi Sad (en serbe cyrillique : Кућа на Тргу Марије Трандрафил бр. 5 у Новом Саду ; en serbe latin : Kuća na Trgu Marije Trandrafil br. 5 u Novom Sadu) est située à Novi Sad, la capitale de la province autonome de Voïvodine, en Serbie. En raison de sa valeur patrimoniale, elle est inscrite sur la liste des monuments culturels protégés de la République de Serbie (identifiant n° SK 1526).